# Andrzej M. Fal
Andrzej Mariusz Fal (ur. 26 marca 1964 we Wrocławiu) – polski lekarz, internista, alergolog oraz ekonomista, pierwszy Prezes Stowarzyszenia Mensa Polska (1990–1994), profesor uczelni na Wydziale Medycznym. Collegium Medicum Uniwersytetu Kardynała Stefana Wyszyńskiego w Warszawie.

## Życiorys
Urodzony w 1964 r. we Wrocławiu. Ukończył studia lekarskie na Akademii Medycznej we Wrocławiu (1988) oraz ekonomiczne na Akademii Ekonomicznej we Wrocławiu (1996).
W 1991 uzyskał specjalizację I stopnia z chorób wewnętrznych, a następnie w 1994 specjalizację II stopnia z chorób wewnętrznych i w 1996 specjalizację II stopnia z alergologii.
Stopień doktora nauk medycznych uzyskał w 1993 w Akademii Medycznej we Wrocławiu na podstawie pracy z dziedziny alergologii. W latach 1997–1999 odbył staż podoktorski na Johns’ Hopkins University w Baltimore. Zarzucono mu plagiat w pracy doktorskiej, ale zarzuty rozpatrzono i oddalono, w związku z czym 17 października 2003 Rada Wydziału Lekarskiego Akademii Medycznej we Wrocławiu mogła przyjąć uchwałę o nadaniu mu stopnia doktora habilitowanego. W 2010 złożono wniosek o rewizję postępowania habilitacyjnego w związku z naruszeniem prawa, w tym praw autorskich i dobrych obyczajów przez Fala. Sprawę rozpatrzył wyznaczony do tego Uniwersytet Medyczny w Białymstoku i 16 marca 2016 uznał zarzuty za bezpodstawne.
W 2022 otrzymał tytuł naukowy profesora w dyscyplinie nauki medyczne i nauki o zdrowiu.
W latach 2001–2002 zasiadał w Radzie Dolnośląskiej Kasy Chorych, a następnie kierował Departamentem Spraw Ubezpieczonych w centrali NFZ. Kierownik Zakładu Ekonomiki i Organizacji Ochrony Zdrowia Narodowego Instytutu Zdrowia Publicznego, profesor wizytujący Katedry Zdrowia Publicznego Uniwersytetu Medycznego we Wrocławiu i kierownik Kliniki Chorób Wewnętrznych i Alergologii Centralnego Szpitala Klinicznego MSWiA w Warszawie. Został profesorem uczelni na Wydziale Medycznym. Collegium Medicum Uniwersytetu Kardynała Stefana Wyszyńskiego.
Przez dwie kadencje członek rady nadzorczej Polsko-Amerykańskiej Fundacji Fulbrighta i zarządu światowego Stowarzyszenia Bronchologii. Od 2014 roku prezes zarządu Polskiego Towarzystwa Zdrowia Publicznego, a od następnego roku członek Komitetu Zdrowia Publicznego Polskiej Akademii Nauk. Zorganizował i uruchomił we Wrocławiu studia magisterskie w zakresie zdrowia publicznego oraz był inicjatorem (2007) utworzenia konsorcjum Wrocławskiego Instytutu Zdrowia Publicznego.
Autor i współautor ponad 300 publikacji z dziedziny alergologii, chorób wewnętrznych i zdrowia publicznego, redaktor podręczników alergologii, w tym Alergologia, choroby alergiczne, astma i Farmakoterapia astmy i chorób alergicznych (2012), oraz podręcznika zdrowia publicznego. W latach 1994–1996 krajowy wydawca „European Academy of Allergy and Clinical Immunology Newsletter”, w 2006 założył kwartalnik „Public Health Forum”, którego jest redaktorem naczelnym.

## Odznaczenia
- Krzyż Kawalerski Orderu Odrodzenia Polski (2020)[13]